# Karl Heidler von Egeregg
Karl Heidler, seit 1856 Ritter Heidler von Egeregg (* 23. Dezember 1809 in Falkenau an der Eger; † 5. April 1887 in Wien), war Professor für Medizin an der Josefs-Akademie in Wien und organisierte als Generalstabsarzt das österreichische Militär-Sanitätswesen.

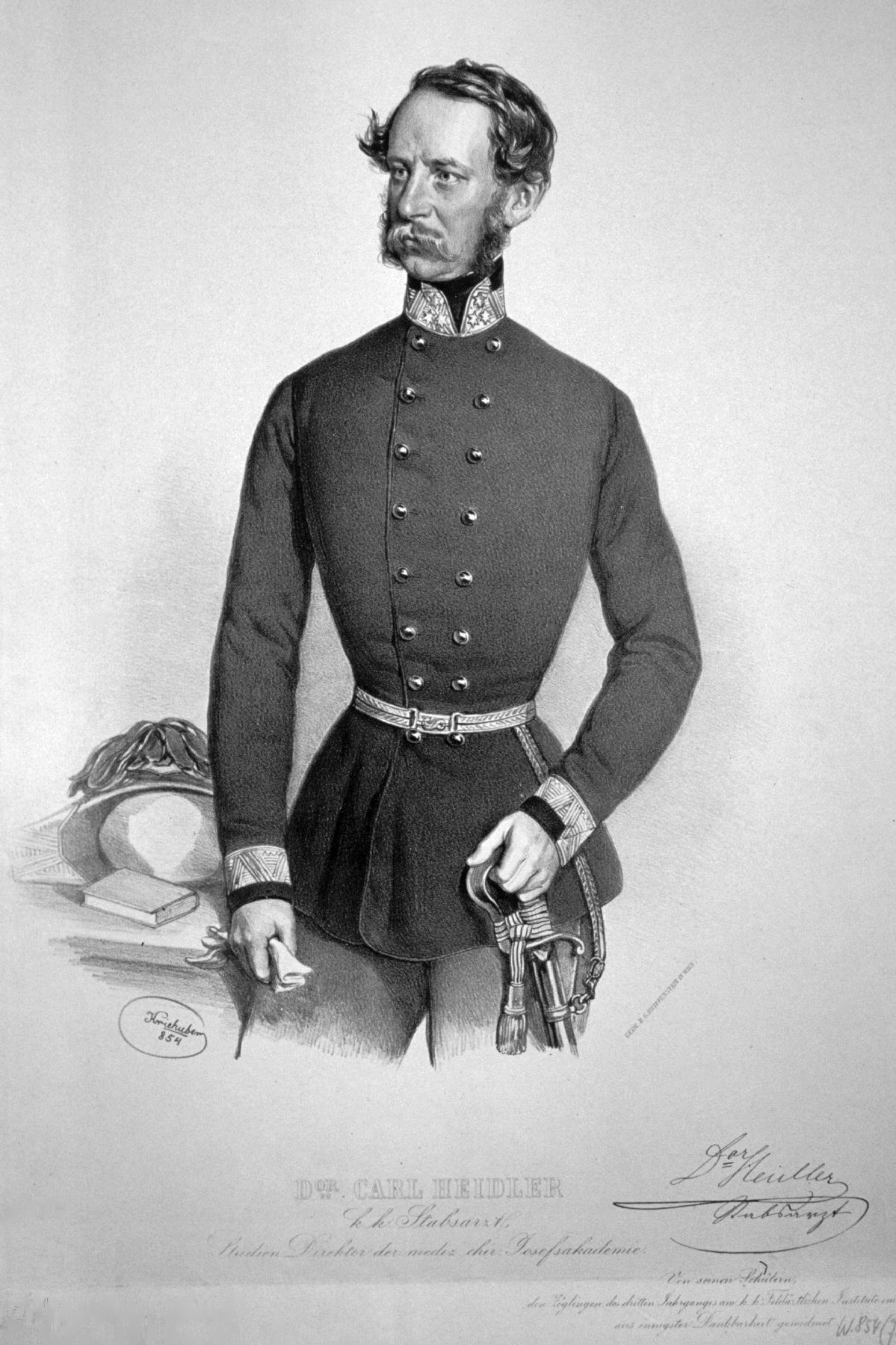
Karl Heidler Ritter von Egeregg (Lithographie von Josef Kriehuber, 1854)

## Leben
Karl Heidler wurde als Sohn des bürgerlichen Kürschnermeisters Joseph Anton Heidler (1786–1864) und der Anna, geb. Starck (1788–1854) geboren und war ein Neffe des bekannten Marienbader Kurarztes Karl Joseph Heidler Edler von Heilborn (1792–1866). Seine Eltern ermöglichten ihm den Besuch des Gymnasiums in Eger und danach das Studium der Philosophie an der Universität zu Prag. Danach absolvierte er den Niederen Lehrkurs an der K.u.k. medizinisch-chirurgischen Josephs-Akademie, dem späteren Josephinum in Wien.
1829 erhielt er seine erste Anstellung als feldärztlicher Armee-Gehilfe. Am 1. November 1831 wurde er zur Absolvierung des höheren Kurses an die Josefs-Akademie berufen, den er mit seiner Promotion zum Doktor der Medizin und Chirurgie, sowie zum Magister der Augenheilkunde und Geburtshilfe am 5. März 1838 abschloss. Zugleich wurde er zum Oberarzt und ab Dezember 1838 als Assistent an der Josefs-Akademie berufen.
Ab November 1840 erhielt er nach abgelegter Prüfung das Lehrfach der praktischen Medizin und am 2. März 1844 die Professur der praktischen Medizin und damit verbunden den Titel eines K.u.k. Hofrats und die Beförderung zum Stabsarzt. Nach Auflösung der Josefs-Akademie 1848/1849 wurde er Mitglied der neu gebildeten permanenten Feld-Sanitäts-Kommission und Inspekteur der Militär-Medikamenten-Riege. Im selben Jahr versah er das Lehramt der theoretischen Medizin an der Wiener Hochschule und führte zugleich die feldärztliche Direktion in Niederösterreich.
Nach der Leitung des Sanitätswesens während der Verwundetentransporte von den ungarischen Kriegsschauplätzen (Ungarische Revolution 1848/1849) wurde er von Kaiser Franz Joseph I. für „seine aufopfernde Dienstleistung belobigt“.
Am 2. Dezember 1851 wurde er zum Vizedirektor des neuen K.u.k. feldärztlichen Instituts in Wien berufen, und ab 1. Juni 1853 zum leitenden Direktor daselbst.
Danach folgte am 1. Oktober 1854 seine Berufung zum Studiendirektor der wiedereröffneten Josefs-Militärakademie.
1. September 1855 Ernennung zum Oberstabsarzt 1. Klasse und am 1. Februar 1856 zum Präsidenten des neuen Militär-Sanitäts-Komitees.
Am 9. September 1856 erfolgte die Standeserhöhung in den erblichen Ritterstand nach den Statuten des Eisernen Kronenordens mit dem Prädikat von Egeregg sowie die Verleihung des Familienwappens.
1867 wurde er unter Belassung als Studiendirektor der Josefs-Akademie zum Generalstabsarzt befördert und 1875 auf eigenes Ansuchen in den Ruhestand versetzt.

## Ehe und Nachkommen
Karl Heidler Ritter von Egeregg heiratete in erster Ehe in Wien 19. September 1846 Anna Streicher (1824–1852) aus Wien und in zweiter Ehe in Wien 11. April 1855 Fanny Franziska Carli († 1902) aus Wien.
Kinder aus 1. Ehe:
1. Karl Heidler Freiherr von Egeregg und Syrgenstein (* 17. November 1848 in Wien; † 10. Oktober 1917 in Kisslegg) Dr. jur., K.u.k. österreichischer Gesandter in Stuttgart, ab 1891 Generalkonsul in Kairo, Geheimrat, 1900–1903 Botschafter in Serbien und ab 1906 außerordentlicher Gesandter und bevollmächtigter Minister in Bern.
Seine 1891 geschlossene Ehe mit Sophie, geb. Gräfin von Waldburg-Zeil-Wurzach, verw. Gräfin von Waldburg-Syrgenstein blieb kinderlos.
2. Ernst Heidler Ritter von Egeregg (* 1852; † 1889); ledig
Tochter aus 2. Ehe:
1. Anna Heidler von Egeregg (* 13. Februar 1856 in Wien; † 2. November 1880 ebenda), verheiratet 15. Juli 1878 in Unternach Max Ritter von Rittinger (* 4. August 1848 in Schemnitz; † 31. März 1914 in Wien), Statthalterei-Rat. Deren Sohn war der Maler und Schriftsteller Paul von Rittinger (1879–1953)

## Wappen
Durch einen silbernen Schrägrechtsbalken von Blau über Rot geteilt; oben ein silberner, schrägrechts gestellter Anker; unten ein doppelt geschwänzter silberner Löwe. - Zwei Helme: I. geschlossener, vorne Silber über Blau, hinten Blau über Silber geteilter Flug; Decken: blau-silbern; II. auf der Helmkrone ein zum Flug geschickter, nach rückwärts sehender Edelfalke; Decken: rot-silbern.

## Ehrungen
- 10. November 1855 Verleihung des Ordens der Eisernen Krone III. Klasse
- 1864 Komturkreuz des Franz-Josef-Ordens
- 1875 K.u.k. Leopolds-Orden (Ritterkreuz)
- Ehrenbürger von Unterach am Attersee im Salzkammergut